# Magnesiovoltaïta
La magnesiovoltaïta és un mineral de la classe dels sulfats, que pertany al grup de la voltaïta.

## Característiques
La magnesiovoltaïta és un sulfat de fórmula química K₂Mg₅Fe₃3+Al(SO₄)₁₂·18H₂O. Va ser aprovada com a espècie vàlida per l'Associació Mineralògica Internacional l'any 2016. Cristal·litza en el sistema isomètric. Es troba en forma de cristalls isomètrics de fins a 2 mil·límetres. La seva duresa a l'escala de Mohs és 2,5. És l'anàleg de magnesi de la voltaïta. També és l'anàleg de potassi de l'amoniomagnesiovoltaïta. Químicament és una espècie relacionada amb la pertlikita.

## Formació i jaciments
Va ser descoberta a la mina Alcaparrosa, a Cerritos Bayos, Calama (Regió d'Antofagasta, Xile). Es troba a les zones d'oxidació de masses pirítiques en condicions cada vegada més àrides. Sol trobar-se associada a altres minerals com: yavapaiïta, voltaïta, tamarugita, romboclasa, òpal, coquimbita i alum-(Na).